# Mỹ Huyền
Mỹ Huyền (sinh ngày 30 tháng 11 năm 1963) là một ca sĩ nhạc vàng người Mỹ gốc Việt. Cô là con gái út của nhạc sĩ Thu Hồ.

## Cuộc đời
Mỹ Huyền tên thật là Hồ Thị Mỹ Huyền, sinh ngày 30 tháng 11 năm 1963 tại Tân Định, Quận 1. Cô là con áp út trong gia đình có 9 anh chị em. Người cha Thu Hồ tuy ủng hộ các con trai theo sự nghiệp âm nhạc nhưng lại không muốn các cô con gái theo nghề vì sợ cực khổ.
Năm 9 tuổi, cô gia nhập ca đoàn thiếu nhi thuộc Nhà thờ Fatima Bình Triệu và từng được trình diễn dịp Giáng Sinh cùng với các bạn đồng trang lứa trên Đài Truyền hình Việt Nam. Cô sinh hoạt trong ca đoàn cho đến năm 27 tuổi.
Năm 1980, Mỹ Huyền bắt đầu được anh rể La Thoại Tân giới thiệu đi hát lót trước giờ diễn cho hai đoàn Kim Cương, Bông Sen. Sau đó, cô trở thành một ca sĩ độc lập kể từ năm 1984. Những năm đầu đi hát, Mỹ Huyền hát nhạc trẻ New Wave và chọn phong cách ăn mặc sexy.
Năm 1985, Thu Hồ đã khuyến khích con gái mình theo học đàn tranh với nhạc sĩ Bửu Lộc, do đó Mỹ Huyền có thể trình bày một cách khá trôi chảy những bài cổ nhạc như Kim Tiền, Lưu Thủy, Tứ Đại Oán,... Ngoài ra, cô cũng từng học guitar với một người huynh trưởng trong ca đoàn.
Mỹ Huyền sang Mỹ vào tháng 4 năm 1991 dưới sự bảo lãnh của người chị Mỹ Hà, để đoàn tụ với cha và các anh chị khác đã ra đi trước đó. Ban đầu, Mỹ Huyền cư ngụ cùng với một người chị tại thành phố San Diego. Một tháng sau, hai chị em chuyển lên khu Little Saigon là nơi có nhiều điều kiện thuận tiện cho những hoạt động ca hát của Mỹ Huyền.
Trong một dịp đi chơi cùng với người chị ở vũ trường, cô được Trung tâm Hải Âu mời cộng tác trong ba năm. Nhà sản xuất yêu cầu chị chuyển sang hát nhạc trữ tình, quê hương và song ca với Randy. Đôi song ca Mỹ Huyền và Randy trở thành hiện tượng ca nhạc trữ tình được yêu thích ở hải ngoại lẫn trong nước.
Sau đó, cô tiếp tục cộng tác với Trung tâm Thúy Anh trong hai năm. Cô cộng tác xuất hiện trên video Trung tâm Thúy Nga vào năm 1995 trong chương trình Paris By Night 32: 20 Năm Nhìn Lại với nhạc phẩm Một Chút Quà Cho Quê Hương. Sau khi hết hợp đồng với Trung tâm Thúy Nga vào năm 2004, Mỹ Huyền quyết định trở thành ca sĩ độc lập, mặc dù cô vẫn tham gia chương trình ca nhạc của các trung tâm Asia, Mây, Thế giới Nghệ thuật, Tình, Rainbow, Blue Ocean.
Mỹ Huyền cũng đóng kịch. Cô từng đóng vai chính trong các vở kịch "Sông Dài" và "Con Gái Chị Hằng" của đoàn Túy Hồng. Vai vợ thiếu tướng Lê Văn Hưng trong vở "Quân Lệnh Cuối Cùng". Vai một nữ cán bộ nằm vùng sau này hồi chánh và cứu đại tá Hồ Ngọc Cẩn rồi bị bắn chết trong vở "Hồ Ngọc Cẩn". Ngoài ra cô còn góp mặt trong những vở hài kịch chung với Quang Minh và Hồng Đào.
Ngoài ca hát, Mỹ Huyền còn đọc tin tức cho đài SBTN từ năm 2009.
Năm 2018, Mỹ Huyền trở về định cư tại Việt Nam và được mời làm giám khảo cuộc thi Duyên dáng Bolero 2018.

## Sáng tác
Nhờ được nhạc sĩ Thu Hồ chỉ dẫn sáng tác, Mỹ Huyền cho ra đời ca khúc đầu tay là Tình Yêu Cô Đơn vào năm 1993. Từ đó cho đến nay, cô đã sáng tác được trên 20 ca khúc.
- Đời Vẫn Lầm Than
- Kiếp Không Chồng
- Kẻ Yêu Thầm 1, 2
- Kể Từ Khi Em Lấy Chồng
- Khổ Vì Yêu
- Knight In White Satin (Lời Việt)
- Mẹ
- Mối Tình Si
- Ngàn Đời Thương Nhớ Mẹ
- Papa (Lời Việt)
- Summer Kisses Winter Tears (Lời Việt)
- Tan Nửa Vầng Trăng
- Tình Sầu Đông
- Tình Yêu Cô Đơn
- Trả Em Trái Tim Chung Tình
- Tương Tư Khúc (Lời Việt)

## Album
Danh sách này không đầy đủ, bạn cũng có thể giúp mở rộng danh sách.
- Tiếng Hát Mỹ Huyền Đặc Biệt - Tạ Tình (Hải Âu CD029)
- Tiếng Hát Mỹ Huyền Đặc Biệt 2 (Hải Âu CD043)
- Tiếng Hát Mỹ Huyền Đặc Biệt 3 (Hải Âu CD049)
- Tiếng Hát Mỹ Huyền Đặc Biệt 4 (Tình nhớ CD031)
- Tiếng Hát Mỹ Huyền Đặc Biệt 5 -  Tình Khúc Học Sinh Sinh Viên 4 (Hải Âu CD082)
- Tiếng Hát Mỹ Huyền Đặc Biệt 6 - Vĩnh Biệt Tình Ta (Hải Âu CD086)
- Tiếng Hát Mỹ Huyền Đặc Biệt 7 - (Hải Âu CD119)
- Mấy Nhịp Cầu Tre (Hải Âu CD053) ft. Thanh Tuyền
- Những Giọt Nước Mắt Màu Tím (Hải Âu CD)
- Tình Yêu Cô Đơn 2 (Hải Âu CD)
- Hoa Tím Ngày Xưa (Thúy Anh CD093)
- Lối Về Đất Mẹ (Thúy Anh CD095) ft. Tuấn Vũ
- Không Chủ Đề (Thúy Anh CD098)
- Áo Dài Quê Hương (Thúy Anh CD118)
- Duyên Kiếp (Thúy Anh CD137)
- Nhật Ký 2 Đứa Mình (Thúy Anh CD101) ft. Tuấn Vũ
- Mỹ Huyền Tuyệt Phẩm (Yêu CD 16)
- Bức Tranh Quê (Làng Văn CD236) ft. Chí Tâm, Duy Khành
- Kẻ Yêu Thầm (TNCD127)
- Khổ Vì Yêu (TNCD155)
- Xa Người Yêu (TNCD191)
- Tan Nửa Vầng Trăng (TNCD215)
- Định Mệnh (Asia CD315) ft. Philip Huy

## Các phần trình diễn trên sân khấu

### Trung tâm Mây
| STT | Tên bài hát                                    | Thể hiện cùng                  | Chương trình       | Năm  |
| --- | ---------------------------------------------- | ------------------------------ | ------------------ | ---- |
| 1   | Tình Yêu Trả Lại Trăng Sao (Lê Dinh)           | solo                           | Hollywood Night 3  | 1992 |
| 2   | Phút Đầu Tiên (Hoàng Thi Thơ)                  | Tuấn Vũ                        | Hollywood Night 6  | 1993 |
| 3   | Tiếng Hò Miền Nam (Phạm Duy)                   | Công Thành, Quốc Anh, Tuấn Đạt | Hollywood Night 7  | 1993 |
| 4   | Về Dưới Mái Nhà (Xuân Tiên & Y Vân)            | Tuấn Vũ                        | Hollywood Night 8  | 1993 |
| 5   | Tím Cả Rừng Chiều (Thu Hồ)                     | solo                           | Hollywood Night 9  | 1994 |
| 6   | Sao Em Nỡ Vội Lấy Chồng (Trần Tiến)            | Thái Châu                      | Hollywood Night 11 | 1994 |
| 7   | Tình Bơ Vơ (Lam Phương)                        | Tuấn Vũ                        | Hollywood Night 12 | 1995 |
| 8   | Xóm Đêm (Phạm Đình Chương)                     | solo                           | Hollywood Night 12 | 1995 |
| 9   | Con Đường Xưa Em Đi (Châu Kỳ & Hồ Đình Phương) | Thái Châu                      | Hollywood Night 13 | 1996 |
| 10  | LK Chachacha                                   | Bích Thuần, Thanh Vân          | Hollywood Night 13 | 1996 |

### Trung tâm Giáng Ngọc
| STT | Tên tiết mục         | Thể hiện cùng | Chương trình       | Năm  |
| --- | -------------------- | ------------- | ------------------ | ---- |
| 1   | Lan Và Điệp Tân Thời | Vũ Bảo        | Giáng Ngọc video 2 | 1995 |
| 2   | Giấc Ngũ Cô Đơn      | solo          | Giáng Ngọc video 2 | 1995 |

### Trung tâm Thúy Nga
| STT | Tên tiết mục                                                     | Thể hiện cùng | Chương trình      | Năm  |
| --- | ---------------------------------------------------------------- | --- | ----------------- | ---- |
| 1   | Một Chút Quà Cho Quê Hương (Việt Dzũng)                          | solo | Paris By Night 32 | 1995 |
| 2   | Đàn Chim Tha Phương (Đức Huy)                                    | Ái Vân, Elvis Phương, Thanh Hà, Thế Sơn, Nguyễn Hưng | Paris By Night 32 | 1995 |
| 3   | LK Xác Pháo Nhà Ai                                               | Thế Sơn | Paris By Night 34 | 1995 |
| 4   | Kẻ Yêu Thầm (Mỹ Huyền)                                           | solo | Paris By Night 36 | 1996 |
| 5   | Đêm Vũ Trường (Anh Bằng)                                         | solo | Paris By Night 37 | 1996 |
| 6   | Ảo Ảnh (Y Vân)                                                   | solo | Paris By Night 38 | 1996 |
| 7   | Kiếp Cầm Ca (Huỳnh Anh)                                          | solo | Paris By Night 39 | 1997 |
| 8   | LK Tu Là Cõi Phúc & Tình Là Dây Oan (Lam Phương, ý: Truyện Kiều) | Ái Vân, Thái Châu, Trang Thanh Lan, Hoàng Bích | Paris By Night 39 | 1997 |
| 9   | Ngàn Đời Thương Nhớ Mẹ (Mỹ Huyền)                                | solo | Paris By Night 40 | 1997 |
| 10  | Bóng Hồng Việt Nam (Hoàng Thi Thơ)                               | solo | Paris By Night 41 | 1997 |
| 11  | LK Rước Tình Về Với Quê Hương (Hoàng Thi Thơ)                    | Ái Vân, Thái Châu, Hoàng Lan, Nguyễn Hưng, Thế Sơn | Paris By Night 41 | 1997 |
| 12  | Khổ Vì Yêu (Mỹ Huyền)                                            | solo | Paris By Night 42 | 1997 |
| 13  | LK Tuổi Học Trò                                                  | Như Quỳnh, Hoàng Lan | Paris By Night 42 | 1997 |
| 14  | Tấm Ảnh Không Hồn (Hoài An)                                      | solo | Paris By Night 43 | 1998 |
| 15  | Tương Tư Khúc (Lời Việt: Mỹ Huyền)                               | solo | Paris By Night 44 | 1998 |
| 16  | Nhạt Nắng (Xuân Lôi & Y Vân)                                     | solo | Paris By Night 45 | 1998 |
| 17  | Nghi Ngờ (Tuấn Lê)                                               | Thế Sơn | Paris By Night 46 | 1998 |
| 18  | Chúc Mừng (Lam Phương)                                           | Như Quỳnh, Bảo Hân, Phương Vy, Châu Ngọc, Thiên Kim, Hoàng Lan, Trúc Lam, Trúc Linh, Lynda Trang Đài, Bảo Ngọc | Paris By Night 46 | 1998 |
| 19  | Tôi Nhớ Tên Anh (Hoàng Thi Thơ)                                  | solo | Paris By Night 47 | 1999 |
| 20  | Tàn Thu (Lam Phương)                                             | solo | Paris By Night 48 | 1999 |
| 21  | LK Móng Chuồn Chuồn                                              | Thế Sơn, Hoàng Lan | Paris By Night 49 | 1999 |
| 23  | Hà Tiên (Lê Dinh)                                                | solo | Paris By Night 49 | 1999 |
| 24  | Những Nẻo Đường Việt Nam (Thanh Bình)                            | Như Quỳnh, Mạnh Đình, Thế Sơn | Paris By Night 49 | 1999 |
| 25  | Tan Nửa Vầng Trăng (Mỹ Huyền)                                    | solo | Paris By Night 50 | 1999 |
| 26  | Hài Kịch: Ngã Rẽ Cuộc Đời                                        | Hồng Đào, Quang Minh, Trang Thanh Lan | Paris By Night 50 | 1999 |
| 27  | Đò Dọc (Trầm Tử Thiêng)                                          | Hoàng Lan | Paris By Night 53 | 2000 |
| 28  | Hài Kịch: Thủ Tục Ly Dị                                          | Kiều Linh, Quốc Anh, Kỳ Duyên | Paris By Night 54 | 2000 |
| 29  | Hài Kịch: Lá Sầu Riêng Đông Lạnh                                 | Quang Minh, Hồng Đào, Trang Thanh Lan, Mỹ Trinh | Paris By Night 55 | 2000 |
| 30  | Gái Nhà Nghèo (Cô Phượng)                                        | solo | Paris By Night 59 | 2001 |
| 31  | Người Tình Và Quê Hương (Trịnh Lâm Ngân)                         | solo | Paris By Night 66 | 2002 |
| 32  | Bi Kịch: Nỗi Lòng Người Mẹ                                       | Chí Tài, Mạnh Quỳnh, Ngọc Đan Thanh, Lê Thái Vy | Paris By Night 74 | 2004 |
| 33  | Lời Cảm Ơn (Ngô Thụy Miên, Hạ Đỏ Bích Phượng)                    | Khánh Ly, Lệ Thu, Hoàng Oanh, Như Quỳnh, Tuấn Ngọc, Khánh Hà, Minh Tuyết, Bằng Kiều, Thu Phương, Lưu Bích, Nguyễn Hưng, Thủy Tiên, Bảo Hân, Lương Tùng Quang, Thế Sơn, Trần Thái Hòa, Quang Lê, Như Loan, Loan Châu, Tâm Đoan, Hồ Lệ Thu, Vân Quỳnh, Dương Triệu Vũ, Adam Hồ, Chí Tài, Kiều Linh, Mai Lan, Hương Thủy | Paris By Night 77 | 2005 |

### Trung tâm Vân Sơn
| STT | Tên tiết mục       | Thể hiện cùng                                                     | Chương trình | Năm  |
| --- | ------------------ | ----------------------------------------------------------------- | ------------ | ---- |
| 1   | Khúc Hát Quê Hương | Bảo Liêm                                                          | Vân Sơn 1    | 1994 |
| 2   | Tiếng Hò Sông Xanh | Vân Sơn                                                           | Vân Sơn 3    | 1996 |
| 3   | Chiếc Áo Mới       | Văn Chung, Túy Hồng, Ngọc Phu, Chí Tâm, Hương Huyền, La Thoại Tân | Vân Sơn 15   | 2000 |

### Trung tâm ASIA
| STT | Tên tiết mục                                                                                   | Thể hiện cùng | Chương trình                 | Năm  |
| --- | ---------------------------------------------------------------------------------------------- | --- | ---------------------------- | ---- |
| 1   | Bi Hùng Kịch "Người Không Nhận Tội"                                                            | Túy Hồng, Hoàng Cầm, Anh Dũng, Nguyễn Ngọc Chân, Lê Huỳnh, Kiều Linh, Việt Phong, Huỳnh Long Giang, Tim Nguyễn, Duy Phụng, Mỹ Dung, Kim Nghĩa, Đức Tín | ASIA 36                      | 2002 |
| 2   | LK Mưa Nửa Đêm (Trúc Phương) & Mưa Đêm Ngoại Ô (Đỗ Kim Bảng)                                   | Tuấn Vũ | ASIA 53                      | 2007 |
| 3   | Ai Biểu Em Làm Thinh (Trầm Tử Thiêng)                                                          | Tuấn Vũ | ASIA 54                      | 2007 |
| 4   | Chiều Tây Đô (Lam Phương)                                                                      | Tuấn Vũ | ASIA 57                      | 2008 |
| 5   | Kể Chuyện Trong Đêm (Hoàng Trang)                                                              | Tuấn Vũ | ASIA 58                      | 2008 |
| 6   | Định Mệnh (Song Ngọc)                                                                          | Philip Huy | ASIA 59                      | 2008 |
| 7   | LK Gái Xuân (Từ Vũ, thơ: Nguyễn Bính), Ca Khúc Mừng Xuân (Văn Phụng), Xuân Họp Mặt (Văn Phụng) | Băng Tâm, Y Phụng, Nguyễn Hồng Nhung, Hồ Hoàng Yến | ASIA 60                      | 2009 |
| 8   | LK Đồn Vắng Chiều Xuân (Trần Thiện Thanh) & Phiên Gác Đêm Xuân (Nguyễn Văn Đông)               | Philip Huy | ASIA 60                      | 2009 |
| 9   | Mùa Xuân Lá Khô (Trần Thiện Thanh)                                                             | Tuấn Vũ | ASIA 61                      | 2009 |
| 10  | Tango Dĩ Vãng (Anh Bằng)                                                                       | solo | ASIA 62                      | 2009 |
| 11  | LK Tơ Duyên (Ngọc Sơn) & Thuyền Hoa (Phạm Thế Mỹ)                                              | Đặng Thế Luân, Băng Tâm | ASIA 63                      | 2009 |
| 12  | Trăng Rụng Xuống Cầu (Hoàng Thi Thơ)                                                           | Mạnh Đình | ASIA 64                      | 2009 |
| 13  | Câu Chuyện Đầu Năm (Hoài An)                                                                   | solo | ASIA Đón Giao Thừa           | 2010 |
| 14  | Tình Anh Lính Chiến (Lam Phương)                                                               | Tường Nguyên, Tường Khuê | ASIA 65                      | 2010 |
| 15  | Nhịp Cầu Tri Âm (Hoài Linh)                                                                    | Tuấn Vũ | ASIA 66                      | 2010 |
| 16  | Mùa Sao Sáng (Nguyễn Văn Đông)                                                                 | solo | ASIA Noel, Noel              | 2010 |
| 17  | Xuân Muộn (Hoài Linh)                                                                          | solo | ASIA 67                      | 2011 |
| 18  | Đừng Như Công Chúa (Anh Bằng, Nguyễn Nhật Ánh)                                                 | Mạnh Đình | ASIA Golden 1                | 2011 |
| 18  | Chiến Sĩ Vô Danh (Phạm Duy)                                                                    | Hồ Hoàng Yến, Diễm Liên, Y Phương, Thiên Kim, Tâm Đoan                                                                                                 | ASIA Golden 2                | 2011 |
| 20  | LK Hòn Vọng Phu 1, 3 (Lê Thương)                                                               | Thiên Kim, Hồ Hoàng Yến, Quốc Khanh | ASIA Golden 2                | 2011 |
| 21  | Con Đường Xưa Em Đi (Châu Kỳ & Hồ Đình Phương)                                                 | solo | ASIA 68                      | 2011 |
| 22  | Hài Kịch "Xóm Nhỏ Tình Người"                                                                  | Quang Minh, Hồng Đào, Diễm Liên | ASIA 68                      | 2011 |
| 23  | Hang Belem (Hải Linh)                                                                          | solo | ASIA Noel Mùa Tình Yêu       | 2011 |
| 24  | Đón Xuân Này Nhớ Xuân Xưa (Châu Kỳ)                                                            | solo | ASIA Xuân Hy Vọng            | 2012 |
| 25  | LK Mưa                                                                                         | Cát Lynh, Nhật Lâm | ASIA 69                      | 2012 |
| 26  | Tát Nước Đầu Đình (Đào Duy Anh)                                                                | Nhật Lâm | ASIA 70                      | 2012 |
| 27  | Kịch "Bến Đợi Đò Qua"                                                                          | Quang Minh, Hồng Đào, Tâm Đoan, Hà Thanh Xuân | ASIA 70                      | 2012 |
| 28  | Mùa Đông Năm Ấy                                                                                | solo | ASIA Niềm Vui Mùa Giáng Sinh | 2012 |
| 29  | Trả Lại Em Cay Đắng Mộng Vàng (Anh Bằng, thơ: Từ Nguyên Thạch)                                 | Nhật Lâm | ASIA 71                      | 2013 |
| 30  | Vẫn Còn Đây Các Con Của Mẹ                                                                     | Huỳnh Phi Tiễn | ASIA Golden 3                | 2013 |
| 31  | Xin Hãy Làm Ánh Đuốc                                                                           | Nhật Lâm, Đặng Thế Luân, Huỳnh Phi Tiễn | ASIA Golden 3                | 2013 |
| 32  | Khi Em Nhìn Anh (Y Vân)                                                                        | Philip Huy | ASIA 72                      | 2013 |
| 33  | LK Nhật Ký Đời Tôi (Thanh Sơn) & Thương Ca Mùa Hạ (Thanh Sơn & Bảo Thu)                        | Tuấn Vũ, Phương Hồng Quế | ASIA 73                      | 2013 |
| 34  | Hai Lối Mộng (Trúc Phương)                                                                     | Nhật Lâm | ASIA 74                      | 2014 |
| 35  | Rừng Lá Thay Chưa (Huỳnh Anh, thơ: Hoàng Ngọc Ẩn)                                              | Đăng Vũ | ASIA 75                      | 2014 |
| 36  | LK Xuân Đã Về (Minh Kỳ), Mừng Nắng Xuân Về (Huỳnh Anh, Thanh Sơn)                              | Hoàng Anh Thư | ASIA Liên Khúc Mùa Xuân      | 2015 |
| 37  | Tôi Vẫn Nhớ (Ngân Giang)                                                                       | Đăng Vũ, Trúc Mi | ASIA 76                      | 2015 |
| 38  | Hai Mùa Mưa (Mạc Phong Linh & Mai Thiết Lĩnh)                                                  | solo | ASIA 77                      | 2015 |
| 39  | Xuân Miền Nam (Văn Phụng, Văn Khôi)                                                            | Tuấn Vũ | ASIA Mừng Xuân               | 2016 |

### Trung tâm Tình
| STT | Tên tiết mục           | Thể hiện cùng | Chương trình                      | Năm  |
| --- | ---------------------- | ------------- | --------------------------------- | ---- |
| 1   | Ke Tu Khi Em Lay Chong | solo          | Quê Hương Tình Yêu Và Tuổi Trẻ 12 | 2004 |
| 2   | Con Sao Tinh Que       | solo          | Quê Hương Tình Yêu Và Tuổi Trẻ 16 | 2008 |

### Trung tâm Blue Ocean
| STT | Tiết mục                                                           | Thể hiện với | Chương trình                    | Năm  |
| --- | ------------------------------------------------------------------ | ------------ | ------------------------------- | ---- |
| 1   | LK Đừng nói xa nhau, Con đường xưa em đi (Châu Kỳ, Hồ Đình Phương) | Tuấn Vũ      | Vườn hoa âm nhạc & Tiếng cười 5 | 2007 |
| 2   | LK Nếu chúng mình cách trở, Mai lỡ hai mình xa nhau (Lưu Trần Lê   | Tuấn Vũ      | Vườn hoa âm nhạc & Tiếng cười 6 | 2007 |